# Mars Attacks
Mars Attacks is de derde aflevering van het zevende seizoen van de televisieserie ER, die voor het eerst werd uitgezonden op 26 oktober 2000.

## Verhaal
Dr. Carter krijgt, tot zijn grote frustratie, van dr. Weaver te horen dat hij geen zware gevallen krijgt maar zich moet richten op lichte gevallen. 
Lockhart krijgt van dr. Weaver het aanbod om als fulltime verpleegster te komen werken op de SEH, zij accepteert dit aanbod. Dr. Kovac wil haar medische ingrepen laten uitvoeren maar krijgt te horen dat zij dit niet meer mag doen nu zij verpleegster is.
Na het conflict wat dr. Benton had met dr. Romano ontdekt hij dat hij hierom ontslagen is door dr. Romano. Hij gaar verhaal halen maar ontdekt al snel dat dr. Romano bij zijn besluit blijft. Als hij gaat solliciteren bij andere ziekenhuizen merkt hij al snel dat dr. Romano hem blijft tegenwerken. 
De SEH wordt overspoeld met verklede mensen die gewond zijn geraakt door een ingestorte brug op een scifi-beurs. 
Dr. Malucci wil koste wat kost erachter komen wie de vader is van de baby van dr. Jing-Mei Chen, hij gaat erg ver in zijn zoekactie.

## Rolverdeling

### Hoofdrollen
- Anthony Edwards - Dr. Mark Greene
- Noah Wyle - Dr. John Carter
- Laura Innes - Dr. Kerry Weaver
- Alex Kingston - Dr. Elizabeth Corday
- Paul McCrane - Dr. Robert Romano
- Goran Višnjić - Dr. Luka Kovac
- Michael Michele - Dr. Cleo Finch
- Erik Palladino - Dr. Dave Malucci
- Ming-Na - Dr. Jing-Mei Chen
- Eriq La Salle - Dr. Peter Benton
- Matthew Watkins - Reese Benton
- Elizabeth Mitchell - Dr. Kim Legaspi
- Maura Tierney - verpleegster Abby Lockhart
- Ellen Crawford - verpleegster Lydia Wright
- Lily Mariye - verpleegster Lily Jarvik
- Laura Cerón - verpleegster Chuny Marquez
- Kyle Richards - verpleegster Dori
- Lyn Alicia Henderson - ambulancemedewerker Pamela Olbes
- Michelle Bonilla - ambulancemedewerker Christine Harms
- Emily Wagner - ambulancemedewerker Doris Pickman
- Brian Lester - ambulancemedewerker Brian Dumar
- Troy Evans - Frank Martin
- Khandi Alexander - Jackie Robbins
- Demetrius Navarro - Morales

### Gastrollen (selectie)
- Alex D. Linz - Dennis
- Jorge Luis Abreu - beveiliger
- Nynno Ahli - beveiliger
- Rebecca Balding - Ms. Garvey
- Christine Cavanaugh - Gloria
- Kevin Durand - Mr. Mooney
- James Marsh - Mr. Kamtovik
- Duffy Epstein - Griffin